# 迫澪奈
迫 澪奈（さこ れいな、1994年10月13日 - ）は、日本の読者モデル・ブロガー。身長152センチメートル。体重38キログラム。広島市在住。血液型O型。

## 来歴
15歳の時に始めたブログCROOZが徐々に注目され始め、公式アクセスランキングでは、過去に中四国1位、年齢別2位を記録した。また、ブログがきっかけにより2010年3月7日、ZEPP OSAKA（大阪府）にて行われたファッションショー「GOSSIP　KANSAI」内のモデルオーディション企画に出場。CROOZ特別賞を受賞した。

## 私生活
現在、広島市の通信制の高校に通っている。高校1年生の時から5か月間、カナダのバンクーバーへ留学を経験している。

## 主な出演

### 雑誌
- 『egg』（ミリオン出版）
- 『Men's egg』（大洋図書）

### イベント
- 『GOSSIP KANSAI』（Zepp Osaka、2010年3月7日）
- 『men's egg night』（club CHINATOWN、2010年6月20日） 供/紅音ほたる、GACKY、佐藤歩、澤本幸秀、DJぴろゆき、田代新